# Gobernador de Chihuahua
El Gobernador del Estado Libre y Soberano de Chihuahua es un ciudadano que ejerce la titularidad del poder ejecutivo de dicho estado. Ejerce por tanto como cabeza de su administración y en el máximo representante jurídico del mismo.
El cargo se encuentra establecido y reguladas sus atribuciones y responsabilidades, por el artículo 31 y el título VIII que abarca de los artículos 84 a 98 de la Constitución Política del estado.
Es electo por votación popular, democrática, directa y secreta para un periodo de seis años que por ninguna circunstancia pueden ser renovables, ni de forma continua ni no continuo, así como por ningún otro tipo de elección. Entra a ejercer su cargo el día 8 de septiembre del año de su elección y concluye el día 7 de septiembre del sexto año consecutivo.
Desde el 8 de septiembre de 2021 ejerce el cargo María Eugenia Campos Galván, militante del Partido Acción Nacional; quien es la primera mujer en ejercer el cargo en la historia del estado.

## Historia
Lo que hoy es el estado de Chihuahua no existía como entidad independiente en la época de la colonia española, siendo configurado como tal a partir del proceso de independencia de México y la consolidación de la forma de gobierno republicana. En la época colonial perteneció a diversas entidades del gobierno español, como fue el reino de Nueva Vizcaya, la intendencia de Durango y la Comandancia General de las Provincias Internas, que en diversos momentos históricos fueron coincidentes.
Por tanto los gobernantes del actual estado de Chihuahua durante la colonia española fueron los titulares de estas últimas entidades, aunque en determinados momentos históricos tuvieron su sede o capital en poblaciones hoy pertenecientes al estado, como Parral o la ciudad de Chihuahua.
Finalmente, el 19 de julio de 1823 el Congreso Constituyente creó la Provincia de Chihuahua, por división de la antigua de Nueva Vizcaya en las de Durango y Chihuahua; en consecuencia y por el decreto de creación de la misma, se instituyó el cargo de Jefe Político de la provincia, que sería el primer antecedente de gobernador del mismo, y que por dicho decreto recayó en el alcalde de primer voto del Ayuntamiento de la Villa de Chihuahua; siendo este Mariano Orcasitas, quien asumió dicho cargo el 11 de agosto de 1823. El 4 de octubre de 1823 se instaló la primera Diputación Provincial, electa popularmente.
Tras las vicisitudes políticas nacionales, que llevaron a la elección de un nuevo Congreso Constituyente que proclamó la república federal y el 31 de enero de 1824 se promulgó el Acta Constitutiva de la Federación Mexicana, que debido a los desacuerdos en la división territorial del norte del país, unió a las provincias de Durango, Chihuahua y Nuevo México en un estado denominado Estado interno del Norte. La siguiente cuestión debatible fue la capitalidad de dicho estado, enfrentándose los partidarios de las ciudades de Durango y Chihuahua; sin poderse llegar a acuerdo, finalmente el Congreso dividió el estado interno del Norte, en dos nuevos estados: Chihuahua y Durango, y el territorio federal de Nuevo México.
El 6 de julio de 1824 quedó establecido por el Congreso el estado de Chihuahua, la antigua diputación convocó a elecciones del Congreso Constituyente, que se instaló formalmente el 8 de septiembre del mismo año, y ese día eligió al primer gobernador del estado, cargo que recayó en José Ignacio de Urquidi, militar de origen realista, que se venía desepeñando ya en la jefatura política de la provincia.

## Facultades y obligaciones
Las facultades y obligaciones del gobernador del estado se encuentra estipuladas en el artículo 93 de la constitución del estado y son las siguientes:

I. Publicar y hacer cumplir las leyes federales.
II. Promulgar y publicar las leyes y decretos que expida el Congreso del Estado.  Cuando así lo acuerde  la  Legislatura, la  publicación  se  hará  por  medio  de  carteles  que  se  fijen  en  los parajes públicos de las municipalidades o bien por bando solemne;
III. Ejecutar  y  hacer  que  se  cumplan  las  leyes  y  decretos  que  expida  la  Legislatura  Local.
IV. Expedir todos los reglamentos que estime convenientes y, en general, proveer en la esfera administrativa  cuando  fuere  necesario  o  útil  para  la  más  exacta  observancia  de  las  leyes, promoviendo  la  participación  ciudadana  en  los  términos  de  la  Ley.
V. Velar por la conservación del orden, tranquilidad y seguridad del Estado y por lapersonal desus habitantes, protegiéndolos en el uso de sus derechos;
VI. Iniciar leyes y decretosante el Congreso del Estado, en uso del derecho que le concede elartículo 68 en su fracción II;VII.Hacer  observaciones  a  las  leyes  o  decretosen  los  términos  del  artículo  70.
VIII. Prestar al Poder Judicial los auxilios que demande para el ejercicio de sus funciones y hacerque se cumplan las sentenciasde los Tribunales;
IX. Presentar anualmente al Congreso, a más tardar el día treinta de noviembre, la iniciativa de ley  de  ingresos y  el  proyecto  de  presupuesto  de  egresos  para  el  año  siguiente,  debiendo comparecer el encargado de las finanzas del Estado a dar cuenta de ambas, en la fecha en que  el  Congreso  lo  solicite;
X. Delegar, a través de patente, la fe pública del Estado para el ejercicio dela función notarial, en los términos de la ley respectiva.
XI. Mandar en jefe la Guardia Nacional en el Estado conforme a la Ley Orgánica relativa;
XII. Tener  el   mando   de   la   fuerza   pública   en   los   municipios   donde   residiere   habitual   o transitoriamente;
XIII. Organizar conforme a la ley las fuerzas de seguridad pública del Estado, mandarlas en jefe y nombrar y ascender a sus jefes y Oficiales;
XIV. Exhortar  a  los  ayuntamientos,  presidentes  de  municipalidad  y  de  sección  y  comisarios, cuando  lo  estime  conveniente,  para  que  se  mejoren  los  ramos  de  la  administraciónmunicipal;
XV. Coordinar, con los respectivos presidentes municipales, presidentes de sección y comisariosde policía, los asuntos relativos a los ramos cuya administración corresponda al Ejecutivo;
XVI. Solicitar  al  Instituto  Estatal  Electoral  someta  a  plebiscito,  en  los  términos  que  disponga  la ley, propuestas de actos o decisiones de gobierno considerados como trascendentes para lavida pública del Estado. La decisión que resulte del proceso plebiscitario será vinculante. Demanera directa podrá realizar consultas ciudadanas para orientar sus actos o programas degobierno.
XVII. Enviar al Congreso del Estado, dentro de los seis meses siguientes, contados a partir de lafecha  en  que  tome  posesión,  los  Planes  Estatales  de  Desarrollo  y  de  Seguridad  Pública,para   su   aprobación.
XVIII. Presidir  todas  las  reuniones  Oficiales  a  que  concurra,  a  excepción  de  las  del  Congreso y Tribunales;
XIX. Asistir a la apertura delsegundoperíodo ordinario de sesiones del Congreso,a presentar uninforme  sobre  el  estado  que  guarde  la  administración  pública,  salvo  lo  dispuesto  en  elartículo 55, párrafos segundo y tercero. De  igual  modo,  asistir  a  la  sesión  de  apertura  de  periodos  extraordinarios  cuando,  demanera  fundamentada,  hubiere  solicitado  la  convocatoria  por  medio  de  la  DiputaciónPermanente, de conformidad con el artículo 51.
XX. En  cualquier  momento  optar  por  un  gobierno  de  coalición  con  uno  o  varios  de  los  partidos políticos representados en el Congreso del Estado, de acuerdo a lo establecido por la Ley, a fin de garantizar mayorías en la toma de decisiones de gobierno, así como la gobernabilidaddemocrática. El  gobierno  de  coalición  se  regulará  por  el  convenio  y  el  programa  respectivos,  los  cualesdeberán ser aprobados por las dos terceras partes de los miembros presentes del Congresodel Estado. En  el  registro  deunacoalición  electoral,  los  partidos  políticos  deberán  registrar  unaplataforma electoral y podrán conveniroptar por la integraciónde un gobierno de coalición,en  caso  de  que  la  persona  postulada  para  asumir  el  cargo  de  Gobernador  resulte  electa.
XXI. Pedir informes al Congreso y al Tribunal Superior de Justicia sobre asuntos de los ramos de su  incumbencia,  respectivamente,  y  darlos  cuando  dichos  Poderes  los  pidan  acerca  de  losque  competen  al  Ejecutivo.
XXII. Nombrar y remover   libremente   al    Secretario    General   de   Gobierno,    Secretarios, Coordinadores y  Directores, y  recibirles  la  protesta  de  ley,  pudiendo  recabar  la  opinión  del Congreso del Estado, si lo estimare conducente. Nombrar  a  quienes  ocupen  la  titularidad  de  la  Fiscalía  General  del  Estado,  y  de  laSecretaría  responsable  del  Control  Interno  del  Ejecutivo  y  someterlo  a  la  aprobación  delCongreso del Estado.Para remover de sus cargos a las personas titulares de la Fiscalía General del Estado, de laSecretaría  responsable  del  Control  Interno  del  Ejecutivo  y  de  la  Fiscalía  Especializada  en Combate a la Corrupción, el Gobernador deberá someterlo a la aprobación del Congreso del Estado. Quien   ocupe   la   titularidad   de   la   Fiscalía   General   designará   a   las   y   los   Fiscales Especializados,  en  los  términos  que  se  establezca  en  su  ley  orgánica  y  el  Gobernador  lesextenderá su nombramiento  y  tomará su protesta de  ley, con excepción de quien ocupe  latitularidad de la Fiscalía Especializada en Combate a la Corrupción, cuyo nombramiento serealizará conforme al procedimiento descrito en el artículo 122 de la presente Constitución.El Gobernador removerá libremente al resto de las y los Fiscales Especializados.
XXIII. Cuidar  de  que  los  fondos  públicos  estén  siempre  asegurados  y  de  que  su  recaudación  ydistribución se haga con arreglo a la ley;
XXIV. Organizar y controlar la recaudación de los fondos públicos quedándole prohibido condonarcontribuciones adeudadas en el ejercicio en curso;
XXV. Condonar adeudos por concepto de rezagos, cuando lo considere justo y equitativo;
XXVII. Otorgar  concesiones de  acuerdo  con  las  leyes  de  la  materia.
XXXVIII. Representar al Estado en todo juicio o controversia que pueda afectar los intereses  de éste, pudiendo  nombrar  uno  o  varios  apoderados  o  delegados  para  tal  efecto;
XXXIX. Visitara los municipios del Estado, cuando lo estime conveniente, ya sea por sí mismo o porquien   designe, proveyendo lo necesario en el orden   administrativo e informando al Congreso o al Tribunal Superior de Justicia, de los asuntos cuya atención lescorresponda.
XXXX. Expedir títulos profesionales con arreglo a las leyes;
XXXXI. Conceder indultos  y conmutación de las penas impuestas por los Tribunales del Estado, de acuerdo con las leyes vigentes;
XXXXII. Proponer al Congreso del Estado la creación de organismos descentralizados, empresas departicipación estatal mayoritaria, fideicomisos, patronatos,comisiones y comités;
XXXXIII. Formar la Estadística y el Catastro del Estado;XXXIV.Adquirir,  administrar  y  enajenar  los  bienes  propiedad  del  Estado,  en  los  términos  y condiciones  previstos  en  la  presente  Constitución  y  en  la  ley.  Esta  señalará  el  régimen  alque  se  sujetarán  los  bienes  que  adquieran  para  sus  funciones  los  Poderes  Legislativo  yJudicial del Estado
XXXXV. Convocar  a  elecciones  de  Ayuntamientos,cuando  por  cualquier  motivo  desaparecierenéstos dentro del primer semestre del período constitucional correspondiente;
XXXXVI. Dirigir y controlar el funcionamiento del Registro Civil en el Estado;
XXXXVII. Delegar  en  las  Autoridades  Municipales,  en  los  casos  en  que  loconsidere  convenienteonecesario,  la  prestación  de  Servicios  Públicos  que  correspondan  al  Estado,  fijando  lasbases  para  ello  y  destinando  al  efecto  los  arbitrios  necesarios,  los  que  se  tomarán  de  laPartida Presupuestal correspondiente;
XXXVIII. Sujetándose  a  lo  que  establezcan  las  leyes  respectivas,  celebrar  con  la  Federaciónconvenios de carácter  general para que  los reos sentenciados por  delitos  delorden comúnextingan  su  condena  en  establecimientos  dependientes  del  Ejecutivo  Federal  y  solicitar  aéste  la  inclusión  de  reos  de  nacionalidad  extranjera  sentenciados  por  delitos  del  ordencomún  del  Estado  en  los  tratados  internacionales  que  se  celebren  para  el  efecto  de  quepuedan  ser  trasladados  al  país  de  su  origen  o  residencia;
XXXIX. Enviar  al  Congreso los nombramientos de  las  personas  titulares  de  la Fiscalía General  del Estado y  de  la  Secretaría  responsable  del  Control  Interno  del  Ejecutivo para  la aprobación correspondiente;
XL. Designar  libre  y  directamente  a  quiendeba  encargarse  del  despacho  de  la Fiscalía General,  de  la  Secretaría  responsable  del  Control  Interno  del  Ejecutivo  y  de  la  Fiscalía Especializada en Combate a la Corrupción, por el tiempo que dure el procedimiento que seestablece en esta Constitución para nombrar alas y los titulares de estas dependencias;
XLI. Las demásque le asignen las leyes, ya sean Federales o del Estado.